# Karl Alexander von Bardeleben
Karl Alexander von Bardeleben (* 21. Dezember 1770 in Riesenwalde; † 25. August 1813 in Landsberg an der Warthe) gehörte 1813 zu den Gründern der ostpreußischen Landwehr.

## Herkunft
Seine Eltern waren der preußische Rittmeister Wichmann von Bardeleben (* 4. Juli 1738; † 24. Juni 1770) und dessen Ehefrau Marianne Charlotte Sophie von Maxen (* 20. Mai 1751).

## Leben
Schon im ersten Lebensjahr vaterlos geworden, hatte Bardeleben zunächst einen Hauptmann von der Marwitz als Stiefvater; aber bald wurde er einem Buddenbrock auf Powarben anvertraut. Als Jugendlicher trat er in das Werther'sche Dragoner-Regiment (das spätere 3. Kürassier-Regiment). 1794 quittierte er den Militärdienst.
Er verkaufte sein ererbtes Stammgut Riesenwalde und erwarb die Güter in Rinau bei Königsberg, die er erfolgreich bewirtschaftete. Daneben befasste er sich mit Geschichte, Militär und Französischer Literatur. Er heiratete Dorothea Prentzel, die Tochter eines Rats der Kriegs- und Domänenkammer. Mit ihr besuchte er 1804 von der Schweiz aus Frankreich, um sich ein Bild von Napoleon Bonaparte und dem Französischen Konsulat zu machen. Er erkannte die Notwendigkeit eines deutschen Volksheeres. Durch die Schlacht bei Austerlitz wurde sie offenkundig. Im Frühjahr 1808 gehörte er zu den Gründern des Tugendbundes.
Als die Grande Armée im Russlandfeldzug 1812 mit 500.000 Soldaten durch Preußen marschierte, begleitete Bardeleben als Zivilkommissar französische Armeekorps von der Weichsel bis zur russischen Grenze; dabei gelang es ihm, unnötige Kontributionen abzuwenden. Napoleons Rückzug und die Schlacht an der Beresina belebten seine Hoffnung, die französische Herrschaft über Preußen durch eine allgemeine Erhebung und Bewaffnung des Volkes zu brechen. Als die Franzosen Königsberg geräumt hatten, beschloss der Landtag der Provinz Ostpreußen, in den östlich der Weichsel gelegenen Landesteilen zwei Landwehr-Divisionen mit insgesamt 20.000 Mann aufzustellen. Damit beauftragt wurden Graf Ludwig von Dohna und Bardeleben. Um den Beschluss durch Friedrich Wilhelm III. bestätigen zu lassen, musste Dohna nach Breslau reisen. Bardeleben hatte die Aufgabe allein zu bewältigen. Schon nach wenigen Monaten waren zwei Divisionen Landwehr – darunter vier Kavallerieregimenter und mehrere Batterien – marschfertig. Per Kabinettsorder vom 5. Juli 1813 wurde Bardeleben Kommandeur der 2. Division. Er fiel im Kampf um die Festung Küstrin.

## Familie
Er heiratete am 7. April 1795 Dorothea Amalie von Prenzel (* 28. August 1777; † 1862). Das Paar hatte zwei Söhne:
- Ludwig Karl Heinrich Kurt (* 24. April 1796; † 13. Februar 1854), Landrat

⚭ 1819 Eveline Angelika Euphemie Ernestine von Auerswald (* 16. Januar 1800; † 17. Februar 1845)
⚭ 1846 Wilhelmine Lydia von Schön (* 27. Dezember 1812; † 22. März 1861)
- Anton Otto Leopold Ludwig Eugen (* 15. Mai 1797; † 4. April 1884), Kammerherr, Generallandschaftsrat ⚭ 1817 Gräfin Marianne Elise Bülow von Dennewitz (* 29. Juni 1807; † 1. Februar 1874), Tochter von Friedrich Wilhelm Bülow von Dennewitz

## Quelle
- Jahrbuch des Deutschen Adels, Band 2, Hrsg. Deutsche Adelsgenossenschaft, W. T. Bruer, Berlin 1898, S. 23 f.
- Richard von Bardeleben: Bardeleben, Karl Alexander von. In: Allgemeine Deutsche Biographie (ADB). Band 2, Duncker & Humblot, Leipzig 1875, S. 52 f.
- Walter von Hueck, Friedrich Wilhelm Euler: Genealogisches Handbuch der Adeligen Häuser. A (Uradel), Band XIII, Band 60 der Gesamtreihe GHdA, C. A. Starke, Limburg an der Lahn 1975, S. 84. ISSN 0435-2408 Anm.: für den Nachfahren Curt von Bardeleben